# Rechthoornpillendraaier
De rechthoornpillendraaier (Onthophagus nuchicornis) is een keversoort uit de familie bladsprietkevers (Scarabaeidae). De wetenschappelijke naam van de soort werd in 1758 als Scarabaeus nuchicornis gepubliceerd door Carl Linnaeus.

## Voorkomen
Hij wordt gevonden in Europa en Noord-Amerika. In de Verenigde Status heeft hij de status 'kwetsbaar' en in Noord-Amerika is het een algemene soort.